# フアン・マヌエル・ペレス・ルイス
フアン・マヌエル・ペレス・ルイス（Juan Manuel Pérez Ruiz、1996年7月15日 - ）は、スペイン・アルムデバル出身のサッカー選手。SDウエスカ所属。ポジションはゴールキーパー。

## クラブ経歴
アラゴン州のアルムデバルに生まれ、SDウエスカとCAオサスナの下部組織で育成された。
2018年8月19日、トップチームのGKであったセルヒオ・エレーラとルベン・マルティネスが相次いで負傷したため、この日のRCDマヨルカ戦で急遽先発出場することになった。試合には0-1で敗戦したものの、ペレスはプロデビューを飾ることができた。
2023年1月20日、フリーでセグンダ・ディビシオンに所属していたSDウエスカに加入し、2年半契約を結んだ。また、契約にはウエスカがプリメーラへ昇格した場合に追加で40万ユーロの支払いが生じ、将来発生する移籍金の40%がオサスナへ分配されるというオプションが付帯する。

## タイトル
オサスナ
- セグンダ・ディビシオン : 1回 (2018-19)